# Laane (Ülenurme)
Pour les articles homonymes, voir Laane.
Laane est un village de la commune de Ülenurme du comté de Tartu en Estonie.
Au 31 décembre 2011, il compte 155 habitants.